# مناطق حفاظت‌شده یون‌نان
مناطق حفاظت‌شده یون‌نان یا مناطق حفاظت‌شده سه رودخانه موازی یون‌نان، با مساحت ۹۳۹٬۴۴۱٫۴ هکتار شامل کوها و رودخانه‌هاست که در سال ۲۰۰۳ در میراث جهانی یونسکو به ثبت رسید. این منطقه حفاظت‌شده شامل رودخانه‌های یانگ‌تسه کیانگ و مکونگ است. میانگین بارش سالانه در آن ۴۶۰۰ میلی‌متر و حدود ۶٬۰۰۰ گونه از گیاهان، ۱۷۳ گونه از پستاندار و ۴۱۷ گونه از پرندگان در این منطقه وجود دارد.